# لوسيوس إسرائيل باربر
لوسيوس إسرائيل باربر هو محامي وقاضي وسياسي أمريكي، ولد في 1806 في Simsbury, Connecticut ‏ في الولايات المتحدة، وتوفي في 1889. نشط حزبياً في حزب اليمين. وقد انتخب عضو مجلس نواب كونيتيكت ‏.